# August Riedel
August Riedel, född 25 december 1799 i Bayreuth, död 6 augusti 1883 i Rom, var en tysk målare.

## Biografi
August Riedel var son till arkitekten Karl Christian Riedel och bror till arkitekten Eduard von Riedel. År 1820 påbörjade han sina studier vid Akademie der Bildenden Künste i München och kom att utveckla ett särskilt sinne för färg. Detta förfinade han ytterligare i Italien, där han bosatte sig år 1828.

## Utmärkelser
- Württembergska kronordens riddarkors
- Maximiliansorden för konst och vetenskap

## Bilder
| - Kvinnor från Albano (1838). - Felice Berardi från Albano (1842). - Badande kvinnor (omkring 1845). - Romersk kvinna från Albano (omkring 1880). |